# Université Savoie-Mont-Blanc
Université Savoie-Mont-Blanc je veřejná univerzita v regionu Savojsko s jedním kampusem v Annecy a dvěma v okolí Chambéry.
Multidisciplinární univerzita školí více než 15 000 studentů v oborech věda a technika, umění, literatura a jazyky, právo, ekonomika, management a humanitní a společenské vědy. Výzkum probíhá v 19 výzkumných laboratořích.
Je na dvanáctém místě mezi nejlepšími univerzitami na národní úrovni a na prvním místě v počtu studentů účastnících se evropského programu Erasmus. Univerzita je navíc šestkrát zmíněna v Shanghai World Thematic Ranking, kde se v žebříčku institucí objevuje mezi 800. a 900. místem.

## Slavní absolventi
- Perrine Laffontová, francouzská akrobatická lyžařka, olympijská vítězka v jízdě v boulích